# Vera Horvat Pintarić
Vera Horvat Pintarić (Sisak, 7. ožujka 1926. – Zagreb, 27. ožujka 2024.) bila je hrvatska akademkinja, povjesničarka umjetnosti i sveučilišna profesorica.
Povijest umjetnosti i klasičnu arheologiju diplomirala je 1951. godine na Filozofskom fakultetu u Zagrebu. Doktorirala je 1959. radom Skulptura Francesca Robbe.
Na Televiziji Zagreb vodila je od 1966. do 1986. emisije Što je struktura slike i Mobilna plastika.
Na Venecijanskom bijenalu 1957. godine dobila je nagradu za kritiku koja se ticala Mondriana.
Godine 2003. dobila je Državnu nagradu za životno djelo u području humanističkih znanosti. Red Danice hrvatske s likom Ruđera Boškovića za zasluge za znanost i njeno promicanje u Hrvatskoj i svijetu dobila je 2014.

## Djelo
- Gabrijel Stupica, 1966.
- Josip Seissel, 1978.
- Miroslav Kraljević, 1985.
- Od kiča do vječnosti, 1979.
- The Architecture of Otto Wagner, 1989.
- Svjedok u slici, 2001.
- Tradicija i moderna, 2009.
- Kritike i eseji, 2012.
- Umijeće opisivanja, 2015.
- Susreti i sjećanja, autobiografija, 2017.